# Levi Strauss
Levi Strauss (nascut Lob Strauß; Buttenheim, Baviera, Confederació Germànica –actual Alemanya–, 26 de febrer de 1829 - San Francisco, Califòrnia, Estats Units, 26 de setembre de 1902) va ser un empresari jueu fundador de Levi Strauss & Co., un dels majors fabricants de peces de vestits del món.

## Biografia
Criat a Baviera, l'any 1847 va emigrar a Nova York juntament amb les seves germanes i la seva mare, on van ser rebuts per familiars.Es va traslladar a San Francisco l'any 1853 per obrir una petita botiga de merceria, que va créixer fins a convertir-se en un pròsper negoci.
Levi Strauss & Co. va ser la primera companyia a la història en produir pantalons texans. L'any 1872, en Jacob Davis, un sastre nascut en el si d'una família jueva de Riga, qui li comprava regularment peces a en Levi, li va comunicar un inconvenient que presentaven els seus pantalons: les butxaques es descosien fàcilment amb el dur treball de la mina. Tots dos van trobar una possible solució: reforçar les cantonades de les butxaques amb reblons. Li va suggerir que junts sol·licitessin la patent del procés, i el 20 maig del 1873 va arribar la concessió de la marca registrada als EUA i així va néixer oficialment el primer pantaló reblat d'en Levi's i es va iniciar la producció de la peça de vestir més fabricada de tots els temps: el jean o texans.
Va morir als 73 anys, el 26 de setembre de 1902. Els seus nebots van heretar el negoci, que va romandre en actiu fins a l'actualitat. Al llarg del 2008, Levi Strauss va tancar la seva última fàbrica als EUA per traslladar-se als països del tercer món.